# Росомаха: Бессмертный
«Росома́ха: Бессме́ртный» (англ. The Wolverine) — американский полнометражный супергеройский фильм 2013 года с участием одноимённого персонажа издательства Marvel Comics. Это шестой фильм в серии фильмов о Людях Икс, второй фильм в трилогии о Росомахе после фильма «Люди Икс: Начало. Росомаха» и спин-офф/продолжение фильма «Люди Икс: Последняя битва». Режиссёром выступил Джеймс Мэнголд, сценаристами — Скотт Фрэнк и Марк Бомбэк. Фильм основан на ограниченной серии Криса Клэрмонта и Фрэнка Миллера «Wolverine», роль Логана / Росомахи исполнил Хью Джекман, также в фильме снялись Рила Фукусима, Тао Окамото, Хироюки Санада, Фамке Янссен и Уилл Юн Ли. После событий «Последней битвы» Логан отправляется в Японию, где он вовлекает старого знакомого в борьбу, которая имеет долгосрочные последствия. Лишённый своей регенерации, Росомаха должен бороться со смертельным самураем, борясь с чувством вины за смерть Джин Грей.
Разработка фильма началась в 2009 году после выхода фильма «Люди Икс: Начало. Росомаха». Кристофер Маккуорри был нанят для написания сценария в августе 2009 года. В октябре 2010 года Даррен Аронофски был нанят для режиссуры фильма. Проект был отложен после ухода Аронофски и землетрясения и цунами в Тохоку в марте 2011 года. В июне 2011 года Мэнголд заменил Аронофски. Затем Бомбэк был нанят для переписывания сценария в сентябре 2011 года. Второстепенных персонажей взяли на роль в июле 2012 года, съёмки начались в конце месяца вокруг Нового Южного Уэльса, затем в августе 2012 года перешли в Токио и обратно в Новый Южный Уэльс в октябре 2012 года. Во время постпроизводства фильм сконвертирован в 3D.
Фильм был выпущен 24 июля 2013 года компанией 20th Century Fox на различных международных рынках, 25 июля в России и 26 июля в США. Он получил в целом положительные отзывы от критиков, похваливших его за экшн-сцены, работу художника-постановщика, актёрскую игру Джекмана и тематическую глубину, критика в основном была направлена на кульминацию сюжета. Фильм заработал 414 миллионов долларов по всему миру, что делает его пятым кассовым фильмом в серии.
Расширенная версия фильма, называемая «Unleashed Extended Edition», была выпущена на Blu-ray, в которой было больше крови и насилия, расширенные экшн-сцены, а также дополнительные кадры во время моментов взаимодействия персонажей. Третий фильм под названием «Логан» был выпущен 3 марта 2017 года.

## Сюжет
В 1945 году Логан находится в лагере для военнопленных недалеко от Нагасаки. Во время американских атомных бомбардировок Хиросимы и Нагасаки Логан спасает офицера Итиро Ясиду, закрыв его от взрыва.
В наши дни, восстановив забытые воспоминания, Логан живёт отшельником в Юконе. Его мучают галлюцинации о Джин Грей, которую он был вынужден убить, чтобы спасти мир. Логана находит Юкио, мутант со способностью видеть смерти людей. Она пришла по просьбе Итиро, ныне генерального директора технологической корпорации. Итиро, который умирает от рака, хочет, чтобы Логан сопроводил Юкио в Японию, чтобы Итиро мог вернуть свой долг. В Токио Логан встречает сына Итиро Сингэна и внучку Марико. Итиро предлагает перенести лечебные способности Логана в его собственное тело, тем самым спасая свою жизнь и избавляя Логана от почти бессмертия, которое Логан считает проклятием. Логан отказывается и готовится уйти на следующий день. Ночью доктор Грин вводит что-то в тело Логана, но Логан считает, что это был сон.
На следующее утро Юкио сообщает Логану, что Итиро умер. На похоронах гангстеры якудза пытаются похитить Марико, но Логан и Марико вместе сбегают в пригород Токио. Логан ранен, и его раны заживают не так быстро, как обычно. После сражения с якудза на сверхскоростном поезде Логан и Марико прячутся в местном отеле любви. Тем временем телохранитель Итиро Харада встречается с доктором Грин, которая, продемонстрировав на нем свои способности, требует, чтобы он нашел Логана и Марико. Логан и Марико едут в дом Итиро в Нагасаки, между ними развиваются чувства. В Токио Юкио видит, что Логан умрёт, и предупреждает его. До прибытия Юкио Марико схватили якудза. После допроса одного из похитителей Логан и Юкио приходят к жениху Марико, коррумпированному министру юстиции Нобуро Мори. Мори признается, что он сговорился с Сингэном, чтобы якудза похитили Марико, так как Итиро оставил контроль над компанией Марико, а не Сингэну.
Марико отвозят к Сингэну в поместье Итиро, когда ниндзя во главе с Харадой нападают и отбивают её. Логан и Юкио прибывают позже и, используя рентгеновский аппарат Итиро, обнаруживают роботизированного паразита, прикрепленного к сердцу Логана, который подавляет его целительную способность. Логан разрезает себя и извлекает устройство. Во время операции Сингэн атакует, но Юкио сдерживает его достаточно долго, чтобы Логан смог восстановиться и убить его. Логан следует за Марико в деревню, место рождения Итиро, где его берут в плен ниндзя Харады. Логана помещают в машину доктора Грина, она раскрывает свои планы по извлечению лечебного фактора Логана и знакомит его с Серебряным Самураем, электромеханическим роботом в японских доспехах с мечами из адамантия. Марико убегает от Харады, который считает, что действует в интересах Марико. Харада сумел освободить Логана из машины. Он осознает свои ошибки и помогает Логану сбежать, при этом его убивает Серебряный Самурай.
Тем временем прибывает Юкио и убивает доктора Грин. Когда Логан сражается с Серебряным Самураем, тот отрезает адамантиевые когти Логана и начинает извлекать его лечебные способности. Выясняется, что это Итиро, который инсценировал свою смерть. Итиро восстанавливает свою молодость, но вмешивается Марико и вонзает в Итиро отрубленные когти Логана. Логан восстанавливает свои костяные когти и убивает Итиро. Логан падает и видит последнюю галлюцинацию о Джин, в которой он решает наконец отпустить её. Марико становится генеральным директором корпорации «Ясида» и прощается с Логаном, готовясь покинуть Японию. Юкио клянется остаться рядом с Логаном в качестве телохранителя, они отправляются в неизвестное место.
В сцене между титрами Логан возвращается в США два года спустя, к нему в аэропорту подходят Чарльз Ксавьер и Эрик Леншерр, которые предупреждают о серьёзной угрозе для расы мутантов.

## В ролях
В фильме задействовано свыше 50 актёров, не считая актёров массовки.
- Хью Джекман — Джеймс (Логан) Хоулетт / Росомаха
- Хироюки Санада — Сингэн Ясида[16][17]
- Тао Окамото — Марико Ясида[16][17]
- Рила Фукусима — Юкио[16][17]
- Уилл Юн Ли — Кенуитиё Харада[17][18]
- Светлана Ходченкова — Виктория Грин / Гадюка, доктор[19]
- Харухико Яманути — Итиро Ясида / Серебряный Самурай[16][17]
  - Кэн Ямамура[яп.] — Итиро Ясида, молодой
- Брайан Ти — Нобуро Мори, министр юстиции в Японии[18]
- Нобуаки Какуда[англ.] — Буддист
- Конрад Колеби — Рыжебородый охотник
- Наоя Огава — член банды якудза
  - Такаси Мацуяма[англ.] — член банды якудза
  - Маса Ямагути[англ.] — член банды якудза
  - Гаррет Т. Сато[англ.] — член банды якудза
- Фамке Янссен — Джин Грей (камео)
- Патрик Стюарт —  Чарльз Ксавьер, профессор (камео)
- Иэн Маккеллен — Эрик Леншерр / Магнето (камео)

Роль Марико в фильме — актёрский дебют японской модели Тао Окамото.

## Производство

### Разработка
В сентябре 2009 года режиссёр фильма «Люди Икс: Начало. Росомаха» Гэвин Худ предположил, что действие продолжения будет происходить в Японии. В фильме Худа во время одной из сцен после титров был показан Логан, пьющий в баре в Японии. Япония была главным местом действия ограниченной серии комиксов о Росомахе 1982 года сценариста Криса Клермонта и художника Фрэнка Миллера. Истории с Японией не было в первом фильме, так как Джекман чувствовал, что «нужно сначала рассказать о происхождении Логана и показать, как он стал Росомахой». Джекман заявил, что серия Клермонта/Миллера его любимая история о Росомахе: 
Я не буду лгать вам, я говорил с авторами. Я большой поклонник японской саги комиксов».
Перед премьерой фильма «Люди Икс: Начало. Росомаха» Лорен Шулер Доннер предложила Саймону Бофою написать сценарий к «Росомахе», но он отказался, так как чувствовал себя недостаточно уверенным для этого. 5 мая 2009 года, через четыре дня после премьеры, продолжение было официально подтверждено.
Главный плюс нового фильма в том, что боевой стиль Росомахи будет отличаться от всего виденного раньше — отец Марико владеет чем-то вроде шеста, и Логану придется биться против него. Еще у нас самураи, ниндзя, катаны, разные единоборства и экстремальный файтинг.
Ради достоверности, съёмки скорее всего пройдут в Японии, но все герои будут говорить по-английски. Продюсер собирается заручиться поддержкой японского отделения Fox, чтобы адекватно передать на экране незнакомую культуру.
Кристофер Маккуорри, один из сценаристов фильма «Люди Икс», чьё имя не было указано в титрах, в августе 2009 года был нанят написать сценарий для продолжения. По словам Лорен Шулер Доннер, продолжение будет сосредоточено на отношениях между Логаном и дочерью японского криминального лорда Марико, действие которых будет происходить в Японии. В январе 2010 года на премии «Выбор народа» Джекман заявил, что приступит к съёмкам в 2011 году, а в марте Маккуорри сообщил, что сценарий закончен и производство начнётся в январе следующего года. После того как Брайан Сингер отказался от предложения снять фильм, начались переговоры с Дарреном Аронофски.

### Пре-продакшн
В октябре 2010 года было подтверждено, что Аронофски будет режиссёром фильма. Джекман отметил, что «Росомаха 2» от Даррена будет необычным фильмом, заявив: 
Это Росомаха. Это не Попай. Этот герой мрачный по своей сути. Я уверен, что Аронофски снимет фантастический фильм. В нём будет больше смысла. Зрителям будет о чём подумать, когда они покинут кинотеатры».
Также в октябре поступило сообщение, что съёмки начнутся в марте 2011 года в Нью-Йорке, после чего производство фильма переместится в Японию для основных съёмок.
В ноябре 2010 года Аронофски заявил, что фильм будет называться «The Wolverine» и описал его, как самостоятельный фильм, а не продолжение.
В марте 2011 года Даррен Аронофски ушёл с поста режиссёра, заявив, что из-за проекта он бы находился целый год вдали от семьи. Причиной отказа от режиссуры фильма также стал его развод с Рэйчел Вайс и вопрос об опеке над сыном. Fox также решила не спешить начать производство фильма из-за причинённого ущерба Японии в ходе землетрясения 2011 года и приступила к поискам нового режиссёра.
В марте 2011 года Variety сообщил, что 20th Century Fox составила короткий список из восьми кандидатов для замены Аронофски. В этот список вошли режиссёры Жозе Падилья, Даг Лайман, Антуан Фукуа, Марк Романек, Джастин Лин, Гэвин О'Коннор, Джеймс Мэнголд и Гари Шор. В июне 2011 года Deadline.com сообщил, что Fox ведёт переговоры на постановку проекта с Джеймсом Мэнголдом и планирует начать основные съёмки осенью 2011 года. В июле 2011 года Джекман признался, что планирует приступить к съёмкам в октябре 2011 года и, что в фильме он будет сражаться с Серебряным самураем.
В августе 2011 сообщалось, что съёмки пройдут с 11 ноября 2011 года по 1 марта 2012 в Canadian Motion Picture Park в Бернаби, где также снимались «Сумерки», «Сверхъестественное» и «Фантастическая четвёрка». Однако позже съёмки были отложены до весны 2012 года, чтобы Хью Джекман смог сняться в фильме «Отверженные». В сентябре 2012 года Марк Бомбэк был нанят переписать сценарий Маккуорри.
В этом же месяце был подтверждён официальный слоган к фильму: «Когда он наиболее уязвимый, он наиболее опасен!».
В феврале 2012 года была назначена дата премьеры фильма — 26 июля 2013. В апреле сообщалось, что из-за финансовых и налоговых льгот съёмки начнутся в августе 2012 года и в основном пройдут в Австралии. В июле 2012 года стало известно, что Хироюки Санада сыграет Сингэна, Харукико Яманоути — Ясиду, Тао Окамото — Марико и Рила Фукусима — Юкио. Кроме этого Уилл Юн Ли получил роль Харады, более известного как Серебряный самурай, а Брайан Ти — роль коррумпированного министра юстиции Нобуро Мори, собирающегося жениться на Марико — дочери криминального лорда якудзы. 13 июля 2012 года поступило сообщение, что Джессике Бил была предложена роль Гадюки. Через несколько дней сайт Collider сообщил, что переговоры между Билл и 20th Century Fox успехом не завершились и студия начала поиски другой актрисы. Позже в июле стало известно, что студия Fox начала переговоры со Светланой Ходченковой. 16 августа участие Ходченковой в фильме было официально подтверждено.

### Съёмки
Съёмки фильма бюджетом более 100 миллионов долларов начались 30 июля 2012 года в Карнелле, Новый Южный Уэльс на берегу Ботанического залива. Съёмки в Карнелле закончились 2 августа. 3 августа съёмки переместились в Пиктон. 25 августа были начаты съёмки в Японии. Съёмочные площадки в Токио включали Телевизионную башню Токио и храм Дзодзё-дзи. 4 сентября съёмки проходили на железнодорожной станции Фукуяма. 8 октября 2012 производство фильма вернулось в Австралию и съёмки проходили в Сиднее и Парраматте. Также в октябре Джеймс Мэнголд рассказал в интервью журналу Empire, что действие «Росомахи» происходит после событий фильма «Люди Икс: Последняя битва». 25 октября 2012 производство фильма переместилось в Олимпийский парк Сиднея, где были созданы декорации японской заснеженной деревни. 10 ноября 2012 съёмки проходили в Серри Хилс. Закончились съёмки 21 ноября 2012.
Подзаголовок «Бессмертный» фильм имеет в России, Аргентине, Бразилии, Чили, Испании и Италии. Во Франции у фильма подзаголовок «Битва бессмертного», в Японии — «Самурай», в Германии — «Путь воина».
Согласно Джеймсу Мэнголду источниками вдохновения для фильма послужили самурайские фильмы «13 убийц» и трилогия «Самурай» о Миямото Мусаси; вестерны «Шейн» и «Джоси Уэйлс — человек вне закона»; криминальные фильмы «Французский связной» и «Китайский квартал»; и драмы «Чёрный нарцисс», «Плавучие травы», «Чунцинский экспресс» и «Счастливы вместе».

## Продолжение
В 2017 году вышел фильм «Логан», завершивший трилогию о Росомахе.